# Piment de Bresse
Le piment de Bresse, aussi appelé poivre rouge de Romenay ou poivre rouge de Bresse, est un piment rouge cultivé dans la Bresse. Plus rond et plus court que le piment d'Espelette, il est considéré comme un peu plus doux que ce dernier , mais pourtant avec le même classement de 4/10 sur l'échelle simplifiée de Scoville (1500 à 2500 sur l'échelle classique). 
Il semble cultivé à Romenay, village à une vingtaine de kilomètres au nord-est de Mâcon, depuis le XVIe siècle mais son origine reste incertaine, une hypothèse est qu'il aurait été apporté par les Espagnols dans la Franche-Comté voisine. Il est populaire dans la région jusque dans les années 1950,, où il était utilisé en poudre avec des charcuteries, des plats en sauce et dans un fromage fort local, le pourri bressan ,, avant de tomber dans l'oubli. Ce piment connait un regain d'intérêt et de culture locale depuis les années 2010,.
Une enquête sur la production pour mieux le faire connaitre et structurer une filière sera lancée par Bresse Initiatives à l'automne 2023.